# Duane Eddy
Duane Eddy (Orning, Nueva York, 26 de abril de 1938 - Franklin, Tennessee, 30 de abril de 2024) fue un guitarrista estadounidense de blues y rock and roll.

## Biografía
Nacido en la ciudad de Corning, estado de Nueva York, el 26 de abril de 1938. A la edad de cinco años, empezó a tocar la guitarra, aprendiendo con una vieja Martin acústica. A los trece años, su familia cambió de residencia hacia Tucson, a Coolidge y finalmente a Phoenix, Arizona. A los quince años, él empezó a tocar en bailes alrededor de Phoenix, en la banda de Al Casey. Entre sus influencias hubo guitarristas de jazz, de country y de blues, como Chet Atkins, Les Paul, Howard Roberts, Charlie Christian, B.B. King y Barney Kessel. En 1957 el conoció a Lee Hazlewood, quien sería su primer productor. Su primer hit fue "Movin in Groovin" y su primer real hit fue "Rebel Rouser" en 1958. Esta canción aparece como fondo musical de la aclamada película Forrest Gump. En México y en varias partes de Latinoamérica, también fue éxito y se le conoció con su nombre original, aunque también con el nombre de "Agitador" o "Rebelde".

## Carrera
El considerable éxito de Duane durante los últimos años 50s y principios de los 60s demostró que no se necesita una técnica deslumbrante para ser un buen guitarrista de rock'n'roll. En aquella época, todos los clubes y salas de baile vibraban con el sonido de guitarras que imitaban su estilo. Popularizó el estilo guitarrístico llamado "twang", inspirado en el Country y el Western, que se obtiene mediante la sustitución de las cuerdas del instrumento por las de una guitarra eléctrica y la reverberación muy amplificada. Tal fue su popularidad que en 1960 fue votado por la revista New Musical Express como "personalidad musical mundial del año". Sin embargo, para lograr su éxito inicial tuvo que limitar considerablemente sus posibilidades, amoldándose al concepto que tenía su productor Lee Hazlewood de lo que era un producto sencillo y vendible. Su éxito comercial se basó principalmente en el sonido, el sentimiento y las melodías básicas. Esta disciplina le reportó grandes ganancias, convirtiéndolo en el instrumentista más comercial de su época. Su guitarra no la usaba en la afinación correcta, pues al componer en LA y en MI la mayoría de sus temas, desacomodaba al saxo que lo acompañaba, teniendo Eddy que afinar un semitono más bajo. Colaboró con Guild en la creación de la guitarra modelo "Duane Eddy", la que uso poco al molestarle las pastillas que la empresa implemento en los primeros modelos. Siguió haciendo presentaciones y giras a mediados de los setenta. En la actualidad ha hecho algunas reapariciones. Cabe recordar su exitoso retorno el 86 con su canción "Peter Gunn", éxito veintiséis años atrás, acompañado por los sintetizadores de The Art of Noise.

## Muerte
Duane Eddy murió de cáncer en Franklin, Tennessee, el 30 de abril de 2024, cuatro días después de cumplir los 86 años de edad.

## Honores
En la primavera de 1994, Eddy fue inducido en el Salón de la Fama del Rock and Roll.
El 5 de abril de 2000, en el Ryman Auditorium en Nashville, Tennessee, recibió el "Titan of Twang" que fue otorgado por el Alcalde.
En el 2004, Eddy fue presentado con la Revista Guitar Player "Legend Award". Eddy fue el segundo ganador del premio, siendo el primer ganador Les Paul.

## Legado
Entre quienes agradecieron la influencia de Eddy se encuentran: George Harrison, Dave Davies, The Ventures, John  Entwistle, Bruce Springsteen, Adrian Belew, Bill Nelson, Mark Knopfler y Ben Vaughn.

## Discografía

### Álbumes
- 1958 Have twangy Guitar-Will Travel (Jamie / Guyden)

- 1959 Especially for You (Jamie / Guyden)

- 1959 The Twang's the Thang (Jamie)

- 1960 Shazam [EP] (Jamie)

- 1960 Songs of Our Heritage (Jamie / Guyden)

- 1961 Girls! Girls! Girls! (Jamie)

- 1962 Twangy Guitar, Silky Strings (RCA / Víctor)

- 1962 Twistin' & Twangin' (RCA)

- 1962 Twistin' Duane Eddy (Jamie)

- 1963 Duane Eddy in Person (Jamie)

- 1963 Surfin' (Jamie)

- 1963 Twang a Country Song (RCA / Víctor)

- 1963 Twangin' Up a Storm (RCA / Víctor)

- 1964 Lonely Guitar (RCA / Víctor)

- 1964 Water Skiing (RCA / Víctor)

- 1965 Duane A-Go-Go (Colpix)

- 1965 Duane Does Dylan (Colpix)

- 1965 Twangin' the Golden Hits (RCA)

- 1965 Twangsville (RCA / Víctor)

- 1966 The Biggest Twang of Them All (Reprise)

- 1967 The Roaring Twangies (Reprise)

- 1979 Duane Eddy [1979] (RCA)

- 1987 Duane Eddy & the Rebels (Capitol) junto con Paul Mc Cartney, Ry Cooder, Jeff Lynne, Jim Keltner, George Harrison,

Steve Cropper

### Compilaciones
- 1960 $ 1,000,000 Worth of Twang (Motown)

- 1960 Have 'Twangy' Guitar-Hill Travel / $ 1,000,000 Worth of Twang (Motown)

- 1962 $ 1,000,000 Worth of Twang Vol. 2 (Jamie)

- 1963 Dance with the Guitar Man (RCA / Víctor)

- 1964 16 Greatest Hits (Jamie)

- 1965 The Best of Duane Eddy RCA (Nouveau)

- 1975 Legend of rock, vol. 3 (Rare Items) (London Records)

- 1975 Vintage Years (Sire)

- 1977 Pure Gold (RCA)

- 1978 Collection (Pickwick)

- 1978 Guitar Man [MFP] (Hallmark Records)

- 1979 Oldies But Goodies (Teldec)

- 1981 20 terrific Twangies (RCA)

- 1983 The Fabulous Duane Eddy (Cambra)

- 1984 Rebel Rousin' (Magnum Force)

- 1986 Forever (RCA)

- 1986 Shazam (Premier)

- 1988 Compact Command Performances (Motown)

- 1988 Diamond Series (Diamond)

- 1989 The Guitar Man : 20 Classic Tracks (Performance)

- 1991 Greatest Hits [Ronco] (Ronco)

- 1993 2Gether on 1, Vol.2 (RCA)

- 1993 Twang Thang : Anthology (Rhino)

- 1993 The Best of RCA Years : Hits and Rarites (RCA)

- 1994 Twangin' from Phoenix to L.A. (Bear Family)

- 1995 That Classic Twang (Bear Family)

- 1995 Rebel Rouser (Sony Special Production)

- 1995 2Gether on 1, Vol.3 (RCA)

- 1995 2Gether on 1, vol.4 (RCA)

- 1995 Duane Eddy : His Twangy Guitar & The Rebels (See for Miles)

- 1995 Especially for You / Girls! Girls! Girls! (Bear Family)

- 1996 Greatest Hits [DJT] (DJ Specialist)

- 1996 Ghostrider / Great Guitar Hits (Curb)

- 1997 Roots Of Rock'N'Roll, Set #1 (CRG)

- 1998 Rebel Rouser : Root of Rock'N'Roll (Columbia River)

- 1998 Dance with the Guitar Man / Twistin' & Twangin' (One Way)

- 1998 The Best of Duane Eddy / Lonely Guitar (One Way)

- 1998 Twangin' the Golden Hits / Twang a Contry Song (One Way)

- 1998 Twangsville / Twangin' up a Storm (One Way)

- 1998 Duane A-Go-Go / Duane Does Dylan (Collectables)

- 1998 Twangy Guitar, Silky Strings / Water Skling (One Way)

- 1999 The Best Duane Eddy [Curb] (Curb)

- 1999 The RCA Years : 1962-1964 (Bear Family)

- 2000 The Guitar Man [Planet Media] (Planet Media)

- 2001 Dance With the Guitar Man : 18 Greatest Hits (Prism Leisure)

- 2001 Peter Gunn (Hallmark Records)

- 2001 Movin'N'Groovin' (London Records)

- 2002 Duane Eddy (Capitol)

- 2002 The Biggest Twang of Them All / The Roaring... (Collectables)

- 2004 The Best of Duane Eddy [BMG] (BMG Special Production)

- 2005 The Guitar Man [American Legends] (American Legends)